# Anvendt fysik
Anvendt fysik handler om at bruge fysikkens principper til at løse videnskabelige og teknologiske udfordringer. Det betragtes normalt som en bro eller en forbindelse mellem fysik og teknik . "Anvendt" adskilles fra "ren" ved en lille kombination af faktorer, såsom forskernes motivation, holdning og arten af forholdet til den teknologi eller det videnskabelige, der kan blive påvirket af arbejdet. Anvendt fysik bygger på de grundlæggende sandheder og begreber inden for de fysiske videnskaber. Den fokuserer på at anvende videnskabelige principper i praktiske apparater og systemer samt på anvendelsen af fysik inden for andre videnskabelige områder. 

## Eksempler på forsknings- og udviklingsområder
- Akustik
- Biofysik
- Hjerne-computer-grænseflader
- Kemi
- Differentierbar programmering
  - Kunstig intelligens
  - Videnskabelig databehandling
- Ingeniørfysik
  - Kemiingeniør
  - Elektroteknik
    - Elektronik
      - Sensorer
      - Transistor

  - Materialevidenskab og teknik
    - Metamaterialer
    - Nanoteknologi
    - Halvledere

  - Maskinkonstruktion
    - rumfartsteknologi
      - Astrodynamik
      - Elektromagnetisk fremdrift
      - Væskemekanik

  - Militærteknik
    - Lidar
    - Radar
    - Sonar
    - Stealth-teknologi

  - kernekraftteknologii
    - Fissionsreaktorer
    - Fusionsreaktorer
- Geofysik
- Materialer fysik
- Medicinsk Fysik
  - Sundhedsfysik
    - Stråledosimetri

  - Medicinsk billeddannelse
    - Magnetisk resonansbilleddannelse

  - Strålebehandling
- Mikroskopi
  - Scanning probe mikroskopi
    - Atomkraftmikroskopi
    - Scanning tunneling mikroskopi
- Kernefysik
  - Fission
  - Fusion
- Optisk fysik
  - Ikke-lineær optik
  - Kvanteoptik
- Plasmafysik
- Kvanteteknologi
  - Kvantum computing
  - Kvantekryptografi
- Vedvarende energi
- Spektroskopi